# Любиж (Могилёвская область)
Люби́ж (бел. Любіж) — деревня в составе Овсянковского сельсовета Горецкого района Могилёвской области Республики Беларусь.

## История
Упоминается в 1643 году как деревня в Басейском войтовстве Шкловской волости в Оршанском повете Великого Княжества Литовского.

## Население
- 1999 год — 138 человек
- 2010 год — 97 человек